# Arquebisbat d'Anchorage–Juneau
L'arquebisbat d'Anchorage–Juneau (anglès: Archdiocese of Anchorage–Juneau; llatí:  Archidioecesis Ancoragiensis–Junellensis) és una seu metropolitana de l'Església catòlica als Estats Units, que pertany a la regió eclesiàstica XII (AK, ID, MT, OR, WA). Al 2020 tenia 55.297 batejats d'un total de 563.372 habitants. Actualment està regida per l'arquebisbe metropolità Andrew Eugene Bellisario, C.M.

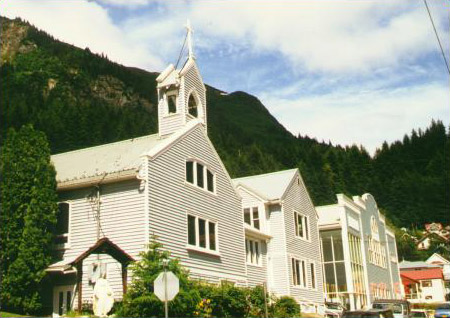
La concatedral de la Nativitat de Santa Maria Verge de Juneau.

## Territori
L'arxidiòcesi comprèn la part meridional d'Alaska: l'Alaska sud-oriental, l'Alaska centre-meridional, gran part de l'Alaska sud-occidental i les illes Aleutianes.
La seu episcopal és la ciutat d'Anchorage, on es troba la catedral de Nostra Senyora de Guadalupe i l'excatedral de la Sagrada Família. A Juneau es troba la concatedral de la Nativitat de Santa Maria Verge.
El territori s'estén sobre 320.932 km² i està dividit en 32 parròquies.
La província eclesiàstica d'Anchorage-Juneau comprèn l'altra diòcesi d'Alaska, el bisbat de Fairbanks.

## Història

### Arquebisbat de Anchorage
L'arxidiòcesi fou erigida el 22 de gener de 1966 mitjançant la butlla Quam verae del papa Pau VI, prenent el territori dels bisbats de Juneau i de Fairbanks.
El 28 d'abril de 1967, mitjançant la carta apostòlica Praestans opificum, el papa Pau VI proclamà Sant Josep Obrer com a patró principal de l'arxidiòcesi.
Abans de la unió, el territori s'estenia sobre 223.674 km² i estava dividit en 23 parròquies.

### Bisbat de Juneau
El bisbat de Juneau fou erigit el 23 de juny de 1951 amb la butlla Evangelii Praeconum del papa Pius XII, prenent el territori del vicariat apostòlic d'Alaska (avui bisbat de Fairbanks).
El 22 de gener de 1966 cedí una porció de territori a benefici de l'erecció de l'arquebisbat d'Anchorage, de la qual es va convertir en sufragània.
Abans de la unió, el territori s'estenia sobre 97.258 km² ² i estava dividit en 9 parròquies.

### Arquebisbat d'Anchorage-Juneau
El 7 de juny de 2019 el bisbe de Juneau Andrew Eugene Bellisario va ser nomenat administrador apostòlic de l'arquebisbat d'Anchorage.
El 19 de maig de 2020 l'arquebisbat d'Anchorage i el bisbat de Juneau van ser unides pel papa Francesc amb la butlla Demandatum nobis; contextualment la nova circumscripció assumí el nom actuale.

## Cronologia episcopal

### Seu d'Anchorage
- John Joseph Thomas Ryan † (7 de febrer de 1966 - 4 de novembre de 1975 nomenat arquebisbe coadjutor de l'Ordinariat militar dels Estats Units d'Amèrica)
- Francis Thomas Hurley † (4 de maig de 1976 - 3 de març de 2001 renuncià)
- Roger Lawrence Schwietz, O.M.I. (3 de març de 2001 - 4 d'octubre de 2016 jubilat)
- Paul Dennis Etienne (4 d'octubre de 2016 - 29 d'abril de 2019 nomenat arquebisbe coadjutor de Seattle)
  - Andrew Eugene Bellisario, C.M. (7 de juny de 2019 - 19 de maig de 2020 nomenat arquebisbe d'Anchorage-Juneau) (administrador apostòlic)

### Seu de Juneau
- Robert Dermot O'Flanagan † (9 de juliol de 1951 - 19 de juny de 1968 renuncià[4])
- Francis Thomas Hurley † (20 de juliol de 1971 - 4 de maig de 1976 nomenat arquebisbe d'Anchorage)
- Michael Hughes Kenny † (22 de març de 1979 - 19 de febrer de 1995 mort)
- Michael William Warfel (19 de novembre de 1996 - 20 de novembre de 2007 nomenat bisbe de Great Falls-Billings)
- Edward James Burns (19 de gener de 2009 - 13 de desembre de 2016 nomenat bisbe de Dallas)
- Andrew Eugene Bellisario, C.M. (11 de juliol de 2017 - 19 de maig de 2020 nomenat arquebisbe d'Anchorage-Juneau)

### Seu d'Anchorage-Juneau
- Andrew Eugene Bellisario, C.M., des del 19 de maig de 2020

## L'escut
L'escut de la nova arxidiòcesi, "... inclou elements dels escuts de les diòcesis anteriors. La línia horitzontal del centre representa l'horitzó que separa la terra del cel, i les línies ondulades del fons, preses de l'escut de Juneau, representen l'aigua sota la cúpula del cel. Totes elles representen la bellesa de la creació a l'arxidiòcesi, habitada per primera vegada pels pobles nadius d'Alaska. Els elements sobre la línia de l'horitzó també es prenen de l'escut de Juneau. La constel·lació de l'Ossa Major amb l'Estrella Polar recorda la bandera d'Alaska i representa l'Estat d'Alaska. L'Estrella Polar, que ha guiat i inspirat Alaska des dels primers dies, també representa la Santíssima Mare de Déu, “l'Estel del mar". La mitja lluna representa la Nativitat de la Santíssima Mare de Déu i la primera i més antiga catedral catòlica d'Alaska, situada a la capital Juneau. L'àncora de tres puntes, extreta de l'escut de l'arxidiòcesi d'Anchorage, representa la virtut de l'esperança, la Santíssima Trinitat i el municipi d'Anchorage, el més gran d'Alaska. "

Escut de l'antiga diòcesi de Juneau
Escut de l'antiga arxidiòcesi d'Anchorage

## Estadístiques
A finals del 2020, la diòcesi tenia 55.297 batejats sobre una població de 563.372 persones, equivalent al 9,8% del total.
| any                            | població | població | població | sacerdots | sacerdots       | sacerdots       | sacerdots             | diaques | religiosos | religiosos | parroquies |
| ------------------------------ | -------- | -------- | -------- | --------- | --------------- | --------------- | --------------------- | ------- | ---------- | ---------- | ---------- |
| any                            | batejats | total    | %        | total     | clergat secular | clergat regular | batejats por sacerdot | diaques | homes      | dones      |            |
| Arquebisbat d'Anchorage        |          |          |          |           |                 |                 |                       |         |            |            |            |
| 1966                           | 30.000   | 130.000  | 23,1     | 18        | 6               | 12              | 1.666                 |         | 10         | 30         | 9          |
| 1970                           | 35.528   | 141.629  | 25,1     | 33        | 16              | 17              | 1.076                 |         | 19         | 32         | 11         |
| 1976                           | 25.000   | 175.000  | 14,3     | 26        | 14              | 12              | 961                   |         | 14         | 28         | 18         |
| 1980                           | 20.038   | 206.000  | 9,7      | 37        | 17              | 20              | 541                   | 1       | 20         | 38         | 20         |
| 1990                           | 21.053   | 220.000  | 9,6      | 36        | 19              | 17              | 584                   | 11      | 23         | 46         | 21         |
| 1999                           | 29.307   | 389.401  | 7,5      | 28        | 19              | 9               | 1.046                 | 12      | 1          | 41         | 19         |
| 2000                           | 31.071   | 396.801  | 7,8      | 34        | 24              | 10              | 913                   | 16      | 11         | 44         | 19         |
| 2001                           | 32.364   | 370.376  | 8,7      | 34        | 22              | 12              | 951                   | 15      | 13         | 42         | 20         |
| 2002                           | 31.112   | 395.951  | 7,9      | 28        | 17              | 11              | 1.111                 | 15      | 13         | 46         | 20         |
| 2003                           | 32.170   | 401.619  | 8,0      | 30        | 20              | 10              | 1.072                 | 13      | 13         | 43         | 20         |
| 2004                           | 29.693   | 345.975  | 8,6      | 32        | 23              | 9               | 927                   | 19      | 12         | 41         | 20         |
| 2006                           | 28.136   | 437.463  | 6,4      | 30        | 22              | 8               | 937                   | 14      | 10         | 32         | 20         |
| 2012                           | 33.800   | 460.000  | 7,3      | 32        | 21              | 11              | 1.056                 | 16      | 12         | 19         | 23         |
| 2015                           | 43.761   | 473.348  | 9,2      | 34        | 23              | 11              | 1.287                 | 13      | 12         | 23         | 23         |
| 2018                           | 44.723   | 483.815  | 9,2      | 36        | 24              | 12              | 1.242                 | 22      | 12         | 23         | 23         |
| Bisbat de Juneau               |          |          |          |           |                 |                 |                       |         |            |            |            |
| 1966                           | 3.000    | 40.000   | 7,5      | 8         | 4               | 4               | 375                   |         |            | 20         | 5          |
| 1968                           | 3.200    | 45.000   | 7,1      | 9         | 6               | 3               | 355                   |         | 3          | 10         | 6          |
| 1976                           | 4.800    | 43.000   | 11,2     | 12        | 8               | 4               | 400                   |         | 4          | 26         | 9          |
| 1980                           | 5.272    | 54.400   | 9,7      | 10        | 9               | 1               | 527                   | 7       | 1          | 14         | 9          |
| 1990                           | 6.785    | 66.980   | 10,1     | 11        | 8               | 3               | 616                   | 9       | 3          | 11         | 11         |
| 1999                           | 6.043    | 74.285   | 8,1      | 18        | 14              | 4               | 335                   | 5       |            | 6          | 10         |
| 2000                           | 6.049    | 73.302   | 8,3      | 11        | 7               | 4               | 549                   | 5       | 4          | 7          | 10         |
| 2001                           | 5.453    | 73.302   | 7,4      | 8         | 6               | 2               | 681                   | 5       | 2          | 7          | 10         |
| 2002                           | 6.250    | 73.302   | 8,5      | 10        | 7               | 3               | 625                   | 5       | 3          | 6          | 11         |
| 2003                           | 6.318    | 72.108   | 8,8      | 12        | 10              | 2               | 526                   | 4       | 2          | 4          | 11         |
| 2004                           | 5.366    | 72.108   | 7,4      | 11        | 9               | 2               | 487                   | 3       | 2          | 4          | 11         |
| 2006                           | 7.350    | 71.970   | 10,2     | 9         | 7               | 2               | 816                   | 3       | 2          | 4          | 11         |
| 2011                           | 10.220   | 76.500   | 13,4     | 8         | 6               | 2               | 1.277                 |         | 2          | 3          | 9          |
| 2013                           | 10.400   | 77.900   | 13,4     | 10        | 8               | 2               | 1.040                 | 3       | 2          | 3          | 9          |
| 2016                           | 10.574   | 79.557   | 13,3     | 9         | 7               | 2               | 1.174                 | 6       | 2          | 3          | 9          |
| Arquebisbat d'Anchorage-Juneau |          |          |          |           |                 |                 |                       |         |            |            |            |
| 2020                           | 55.297   | 563.372  | 9,8      | 47        | 34              | 13              | 1.178                 | 33      | 14         | 23         | 32         |